# Schiffornis
Schiffornis is een geslacht van zangvogels uit de familie Tityridae.

## Soorten
De volgende soorten zijn bij het geslacht ingedeeld:
- Schiffornis aenea – Heuvelschiffornis
- Schiffornis major – Grote schiffornis
- Schiffornis olivacea – Guyanaschiffornis
- Schiffornis stenorhyncha – Roestvleugelschiffornis
- Schiffornis turdina – Bruinvleugelschiffornis
- Schiffornis veraepacis – Noordelijke schiffornis
- Schiffornis virescens – Groene schiffornis